# 플레잉카드 박물관

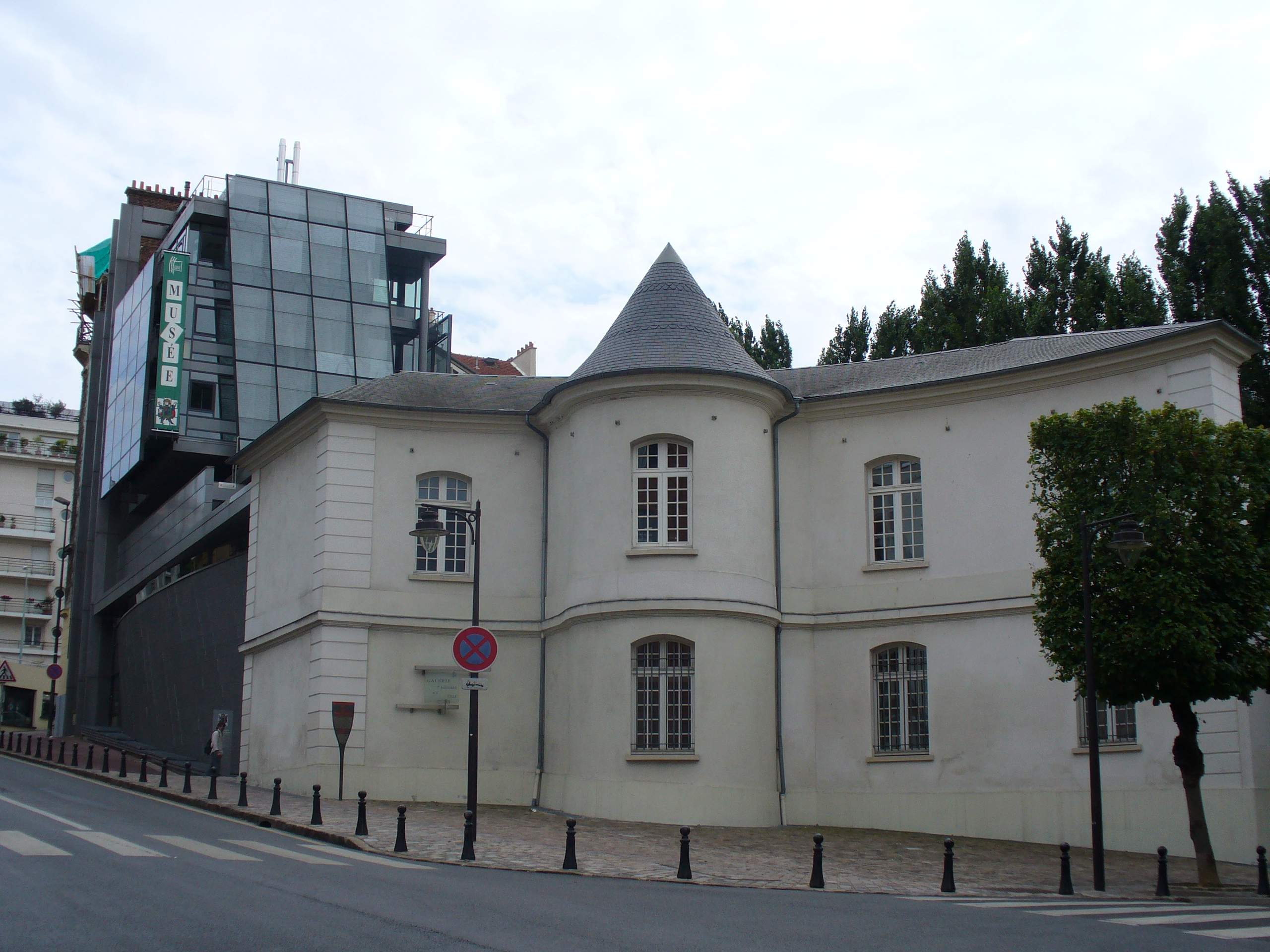
플레잉카드 박물관

플레잉카드 박물관(프랑스어: Musée Français de la Carte à Jouer)은 프랑스 파리 이시레몰리노에 위치한 박물관이다. 플레잉카드에 대한 자료들이 수집되어 있다.